# Гречаная, Евдокия Афанасьевна
Евдокия Афанасьевна Гречаная (род. 9 июля 1925, Днепропетровская область — ?) — советский работник сферы здравоохранения, педиатр детской больницы № 6 города Запорожье, Герой Социалистического Труда.

## Биография
Родилась 9 июля 1925 года в селе Топыло Томаковского района Днепропетровской области в семье крестьян. Украинка. Член КПСС с 1953 года. В 1941—1943 годах находилась на временно оккупированной территории. После освобождения села работала в колхозе.
В 1945 году поступила в Днепропетровский медицинский институт, который окончила в 1950 году, после чего работала детским врачом в Козловской районной больнице Тернопольской области. В 1954 году переехала в город Запорожье. Вся дальнейшая трудовая деятельность Е. А. Гречаной была связана с городской детской больницей № 6, в которой она работала педиатром.
Указом Президиума Верховного Совета СССР от 23 октября 1978 года Гречаная Евдокия Афанасьевна удостоена звания Героя Социалистического Труда.
Награждена орденами Ленина, Трудового Красного Знамени, медалями.
Живёт в Запорожье. Избиралась депутатом Запорожского городского совета народных депутатов трёх созывов.